# Gualdo
Gualdo är en ort och kommun i provinsen Macerata i regionen Marche i Italien. Kommunen hade 744 invånare (2018).